# Jacopo Sala
Jacopo Sala (Alzano Lombardo, 5 de dezembro de 1991) é um futebolista profissional italiano que atua como meia. Atualmente, joga pelo Spezia.

## Carreira
Jacopo Sala começou a professional carreira no Hamburgo.

## Títulos
Chelsea
- 2009-2010 FA Youth Cup